# Ławeczka Wincentego Różańskiego w Poznaniu
Ławeczka Wincentego Różańskiego w Poznaniu – ławeczka pomnikowa upamiętniająca poetę Wincentego Bolesława Różańskiego, usytuowana w Parku Górczyńskim na Górczynie w Poznaniu.

## Opis
1 czerwca 2021 roku dokonano odsłonięcia pomnika. Autorem projektu rzeźby jest Roman Kosmala. Postać poety została wykonana z brązu przez pracownię Garstkastudio z Szymanowa.
Pomysłodawcą ustawienia pomnika-ławeczki była Rada Osiedla Górczyn.